# Ветроваљ
Ветроваљ (лат. Eryngium campestre) је врста из породице Apiacaeae, која се користи у медицини. Ветроваљ је вишегодишња, зељаста биљка.

## Опис
По хабитусу је грм. Стабло је усправно оријентисано и већег пречника, 70-ак цм. Лишће је издржљиво и круто, беличасто-зелене боје. Листови су перасти, тестерасто назубљени и садрже оштре трнове. Цветови су плавичасти скупљени у штитолику цваст. Плод је мезокарп.

## Сезона цветања
Јул–Септембар

## Расејавање и размножавање
Расејава се ветром, одакле потиче и назив биљке, док се размножава семеном.

## Распрострањеност
Углавном у централној и јужној Европи, северној Немачкој и Холандији. Ретко се налазе на Британским острвима.

## Станиште
Расте на отвореном станишту, брдима, ливадама, њивама и крај путева.

## Употреба
Млади листови су нашли примену као салата. или додатак јелеима. Користи се у биљној медицини као инфузија за лечење кашља, великог кашља и инфекције уринарног тракта. Корење је раније коришћено као слаткиш или је кувано и печено као поврће. Активне компоненте: етерична уља, сапонин, танин.

## Галерија
- цваст
- хабитус
- Ветробаљ у Русији, у непосредној близини Саратова